# مرغابی موسکووی
مرغابی موسکووی یا مرغابی اسرائیلی (در گیلان اسرائیلی بیلی و در مازندران اسرائیلی سیکا) (نام علمی: Cairina moschata) گونه‌ای بزرگ جثه از اردک است. این نوع مرغابی، برخلاف نامش ارتباطی به مسکو و اسرائیل ندارد و بومی آمریکای جنوبی، مرکزی و مکزیک است. این پرنده اهلی شده و هرچند بومی مناطق گرمسیری است اما هوای سرد را هم به خوبی تاب می‌آورد و برخلاف بیشتر هم‌خانواده‌هایش علاقه چندانی به شنا و آب‌تنی ندارد.
رنگ این پرنده سیاه و سفید است و بزرگ‌تر از دیگر مرغابی‌های اهلی که همگی نژادهایی از مرغابی سرسبز هستند. نوع نر این مرغابی حدود ۷۵ سانتی‌متر درازا دارد و وزنش به ۵ تا ۶ کیلوگرم نیز می‌رسد، اما نوع ماده کوچک‌تر است و وزنش حدود ۳ کیلوگرم است.
این مرغابی به دست بومیان آمریکا اهلی شده بود و کریستف کلمب شماری از آنها را از باهاما با خود به اروپا آورد. نمونه‌های وحشی این جانور در باتلاق‌ها، دریاچه‌ها و نهرها و علفزارها و کشتزارهای پیرامون آنها زندگی کرده و شب‌ها را در درختان می‌گذراند. خوراک آنها از گیاهان، غلات، ماهی‌های کوچک، دوزیستان، خزندگان، سخت‌پوستان، حشرات و هزارپاها تشکیل می‌شود.

## ویژگی‌ها
گوشت آنها در مقایسه با مرغابی‌های دیگر بیشتر خواهان دارد و به دلیل کم‌چرب و ترد بودن با گوشت گوساله مقایسه می‌شود. آنها همچنین بسیار ساکت هستند و به مرغابی «بی‌کواَک» و «مرغابی لال» در اسپانیایی (Pato mudo) شهرت دارند و تا استرس شدیدی به آنها وارد نشود، «کواَک» نمی‌کنند. وزن آنها هم بسیار بیشتر از مرغابی‌های معمولی است اما رشد آنها آهسته‌تر است. به‌طور میانگین هفته‌ای ۲ تا ۴ بار تخم‌گذاری می‌کند. نوع دورگه این مرغابی گوشت‌خوار هستند و ممکن است به دیگر جانوران اهلی مانند مرغ حمله کنند.

## در دین یهود
حلال بودن یا حرام بودن گوشت این مرغابی در دین یهود از جستارهای بحث‌برانگیز در میان پیروان این دین است. در سده نوزدهم برنارد ایلووی رَبی یهودیان در آمریکا گوشت آن را حرام اعلام کرده بود و هنوز هم برخی یهودیان آمریکا آن را حرام می‌دانند.

## مرغابی‌های رمیده
مرغابی اسرائیلی‌های گریخته یا رهاشده در برخی نقاط جهان از جمله آمریکا، استرالیا، نیوزیلند، و بخش‌های از اروپا جوامع مستقلی را ساخته و به نام جانور رمیده زندگی می‌کنند. آنها در کشتزارها و دریاچه‌های کنار یا پیرامون شهرها زندگی کرده و در شکاف درختان، یا روی زمین، زیر بوته‌های حیاط خانه‌ها، در بالکن آپارتمان‌ها یا زیر جلوآمدگی‌های سقف‌ها لانه‌سازی و تخم‌گذاری می‌کنند و گاهی شب را روی آب می‌خوابند تا اگر شکارچی به سراغ آنها آمد بتوانند به سرعت بگریزند. در آمریکا آنها گونه مهاجم اعلام‌شده و مقامات اجازه دارند تا مرغابی‌های موسکووی بدون صاحب، تخم‌ها و لانه‌هایشان را در هر جا -به جز سه شهرستان تگزاس که در آنها بومی اعلام شده‌اند- نابود کنند.

## مرغابی دورگه یا هیبرید (حاصل تلاقی مرغابی نر مسکوی و ماده نژادهای دیگر)
این نوع مرغابی حاصل تلاقی مرغابی نر مسکوی و ماده پکنی یا نژاد دیگر می‌باشد که از پدر و مادر خود جثه‌ای بزرگ‌تر دارد و سرعت رشد بالا به همراه قابلیت گوشت دادن بالا از ویژگی‌های این مرغابی است. این مرغابی گوشت بسیار لذیذی دارد و نابارور است و نمی‌توان از آن برای تولید نسل استفاده کرد. مانند مسکوی بی‌صدا است و رنگ‌های بسیار متنوع و خاص خود را دارد. در کشورهای اروپایی با استفاده از تکنیک تلقیح مصنوعی این نژاد را برای مصارف گوشتی پرورش انبوه می‌دهند.
متأسفانه عده‌ای به علت کلاهبرداری یا نداشتن آگاهی، مرغابی‌های پکنی سیاه سفید را اردک دورگه می‌نامند که بسیار اشتباه است. ویژگی اصلی دورگه نازا بودن آن و گوشت دادن بالای اوست. ماده‌های دورگه تخم می‌گذارند و نرها جفت‌گیری می‌کنند ولی جوجه‌ای متولد نمی‌شود.

## نگارخانه

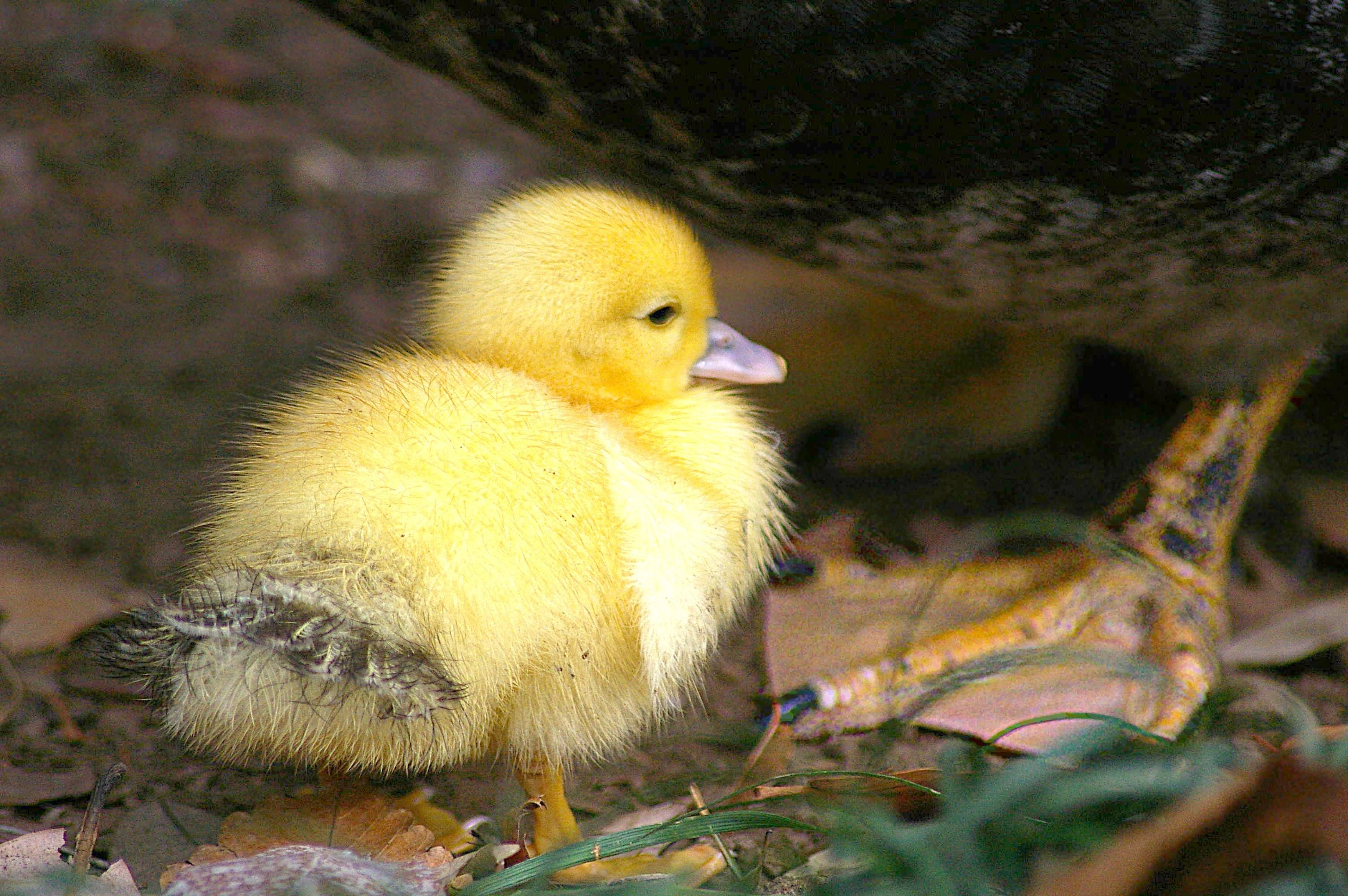
جوجه
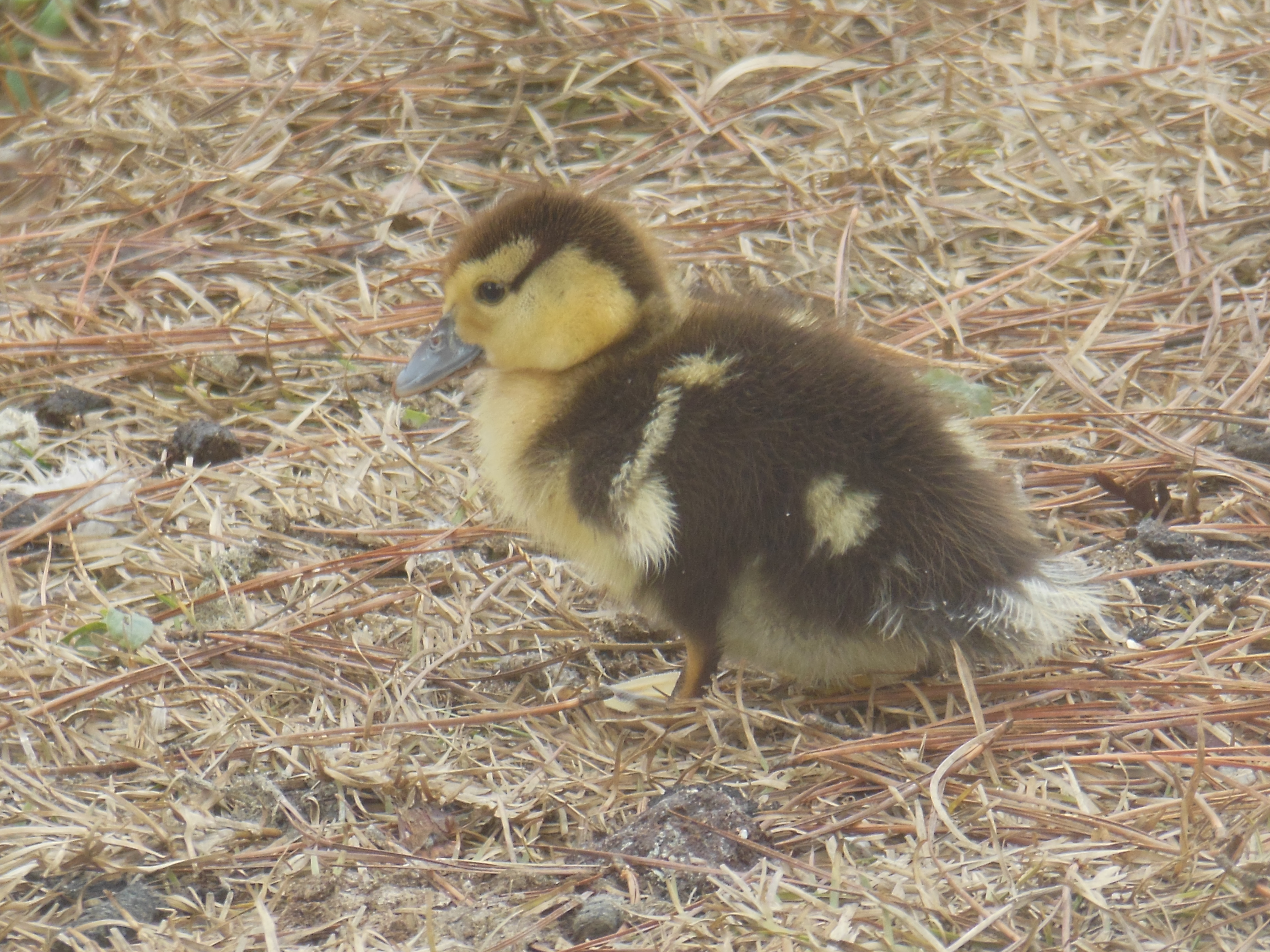
جوان
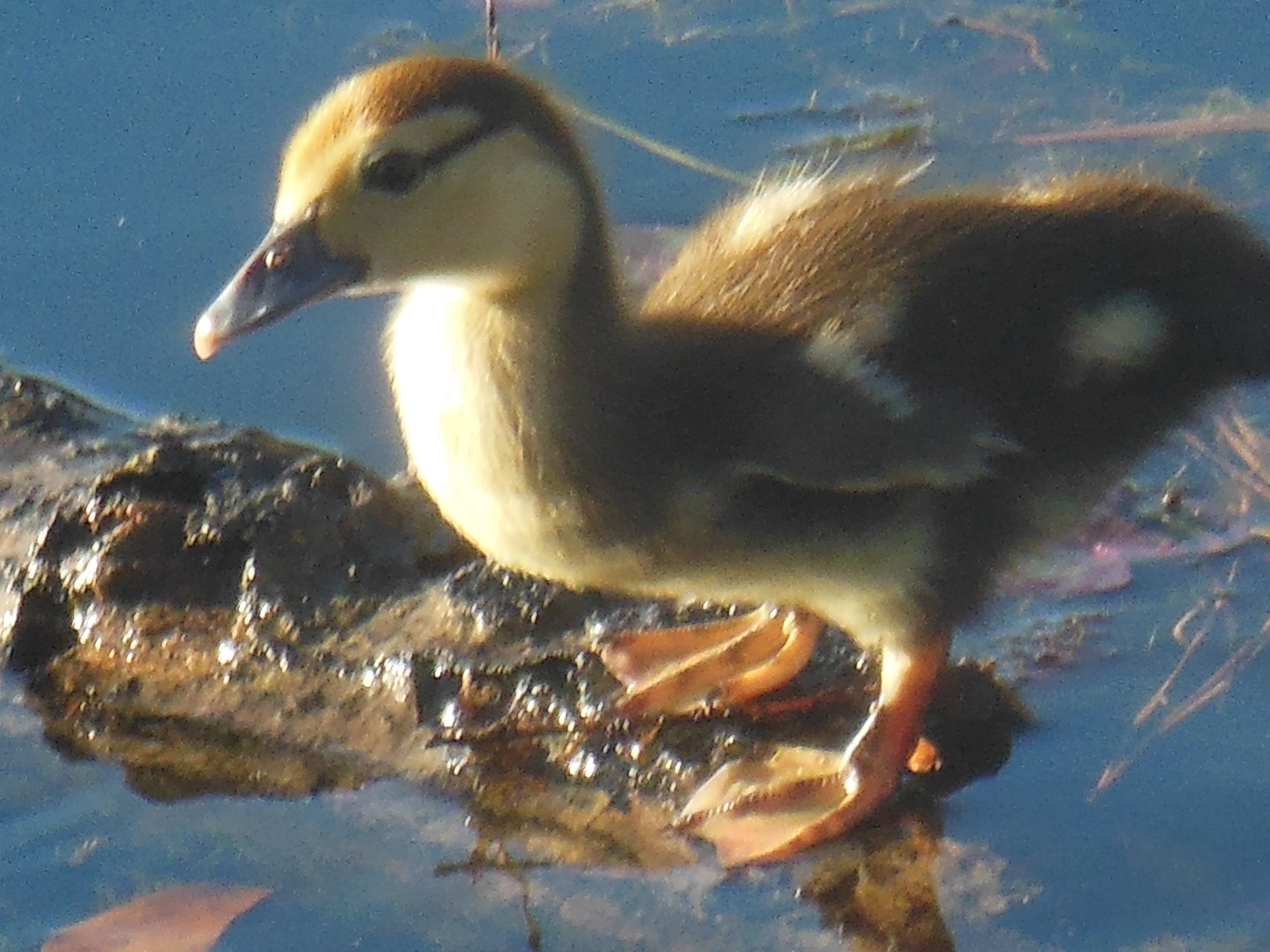
مسن‌تر
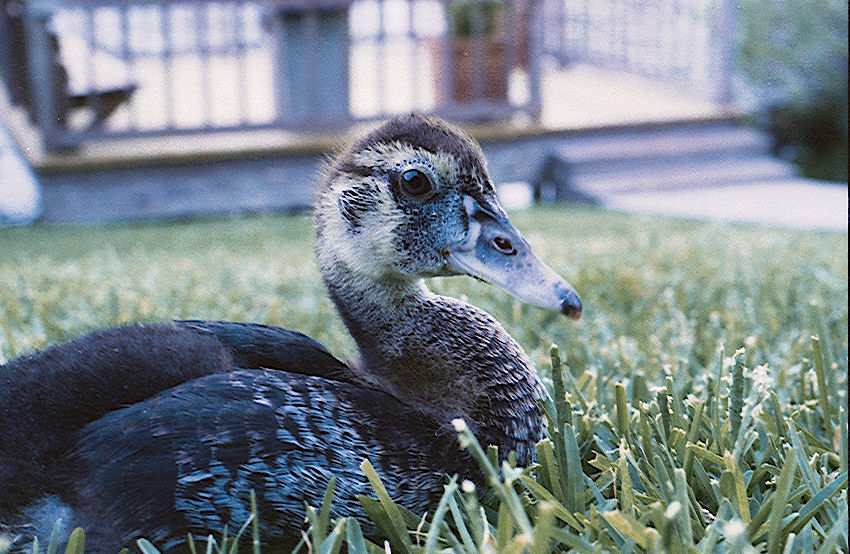
جوجه
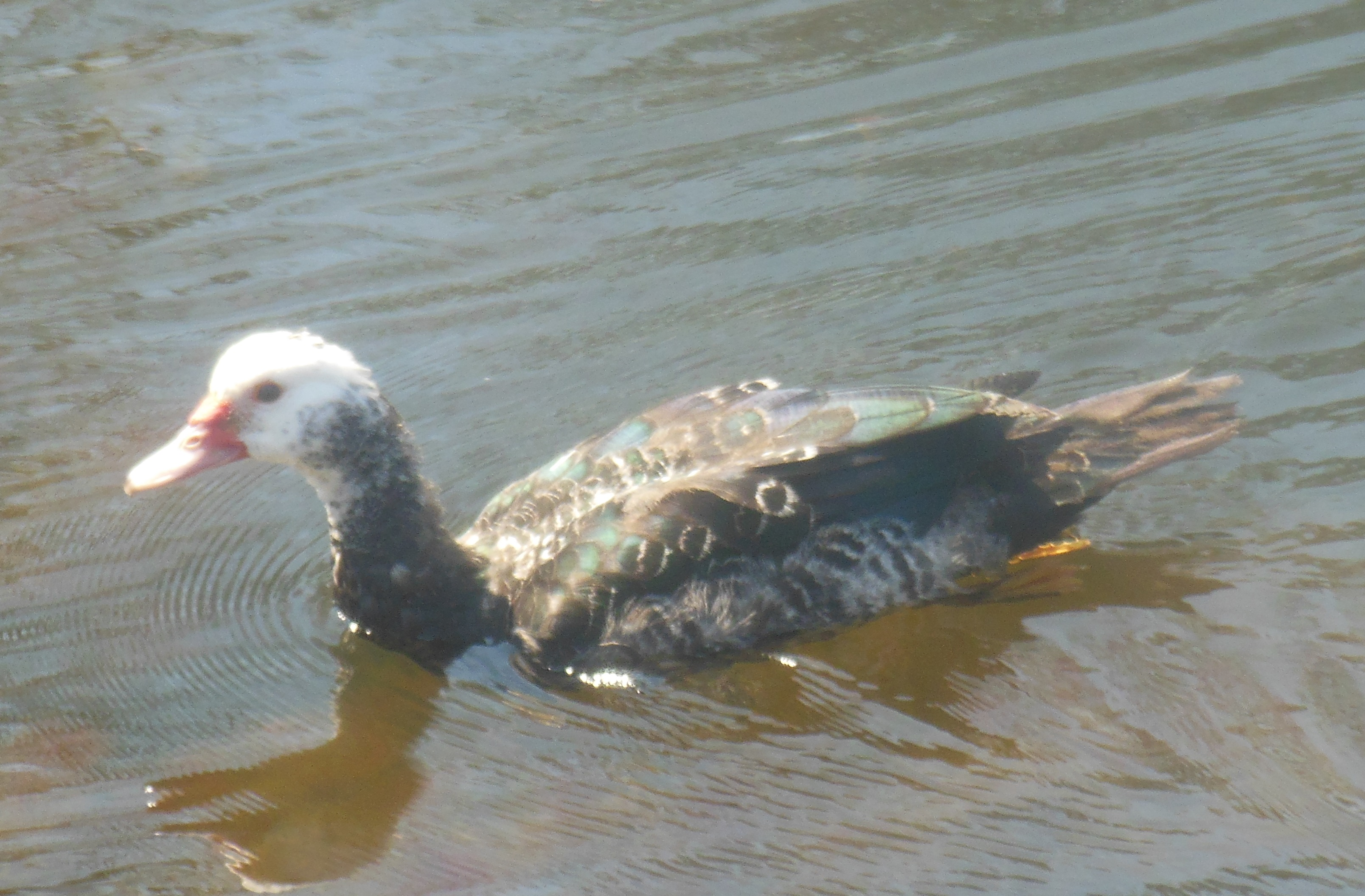
یکساله(هنوز نابالغ)
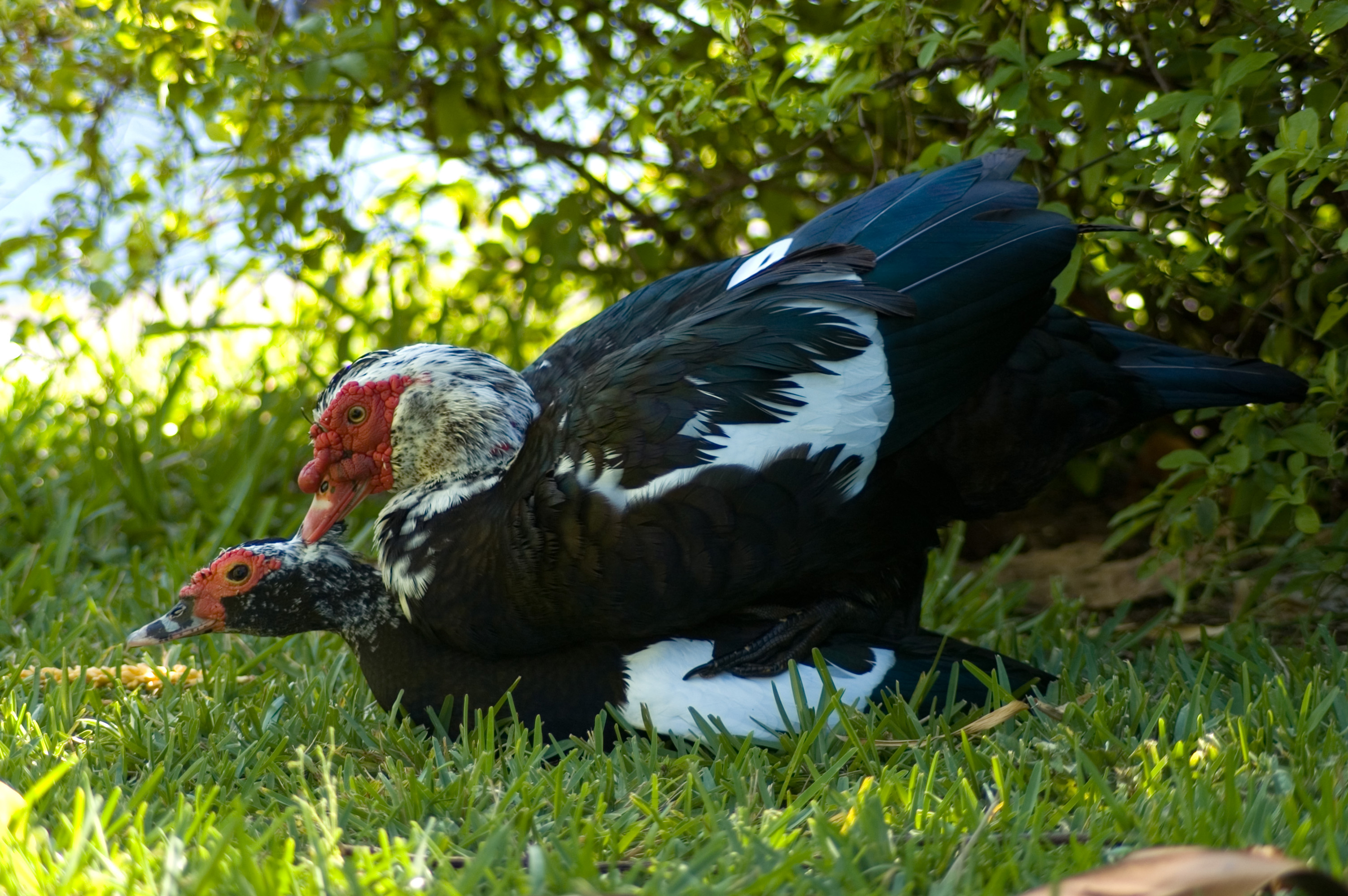
جفت‌گیری
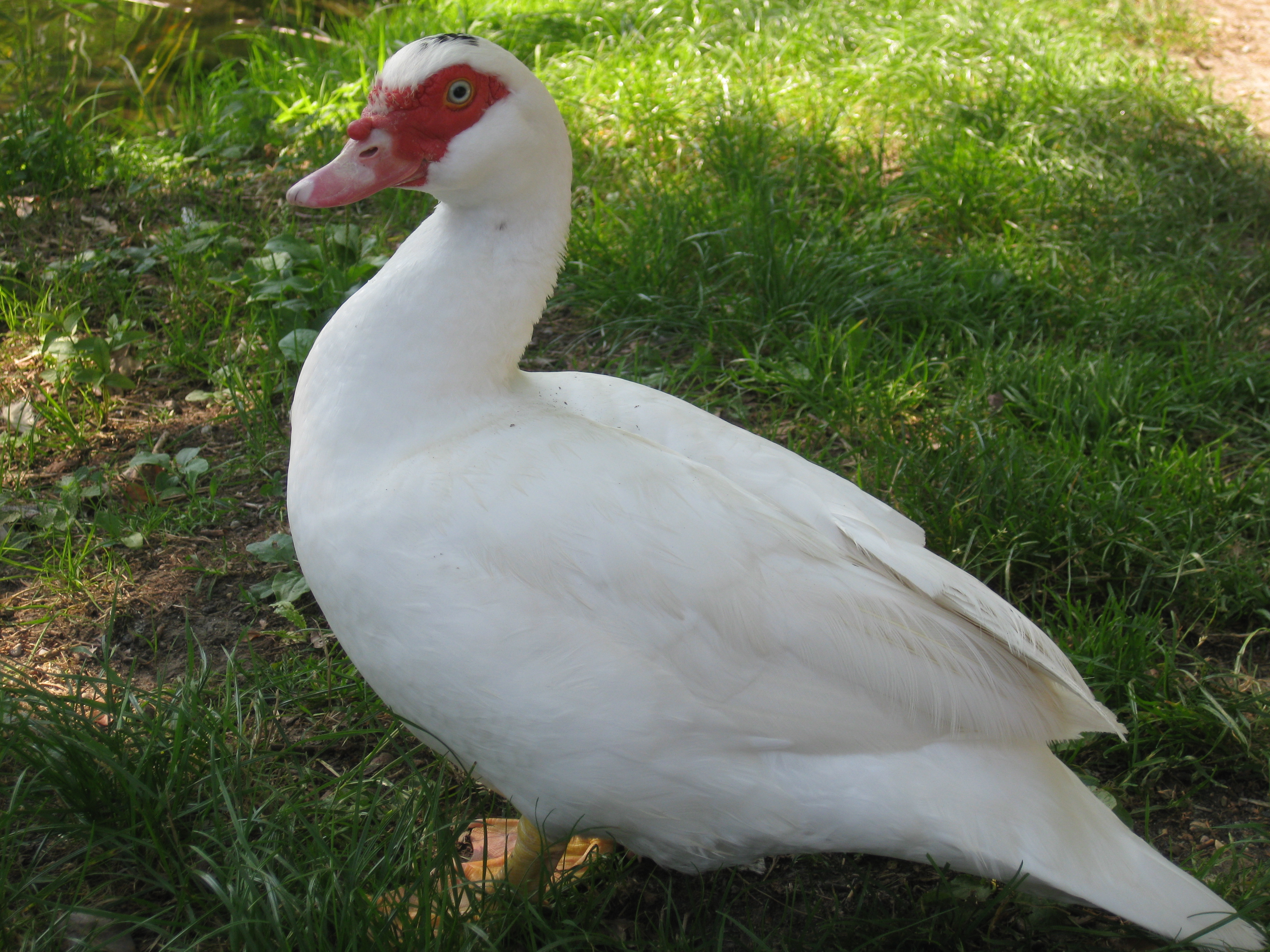
مرغابی مسکووی سفید
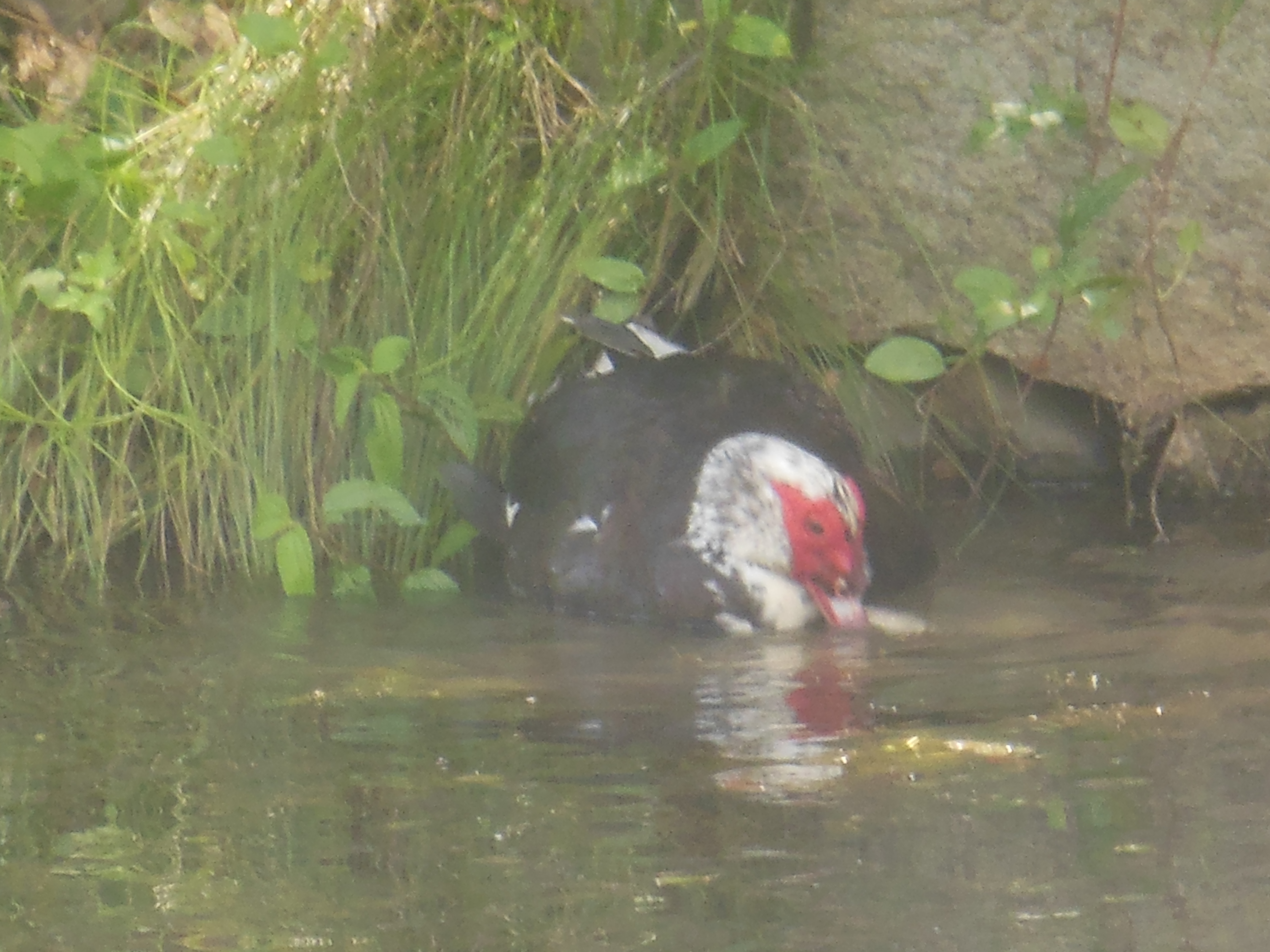
جفت‌گیری در آب؛ نر بزرگ به‌طور کامل مرغ کوچک‌تر را زیر آب می‌برد
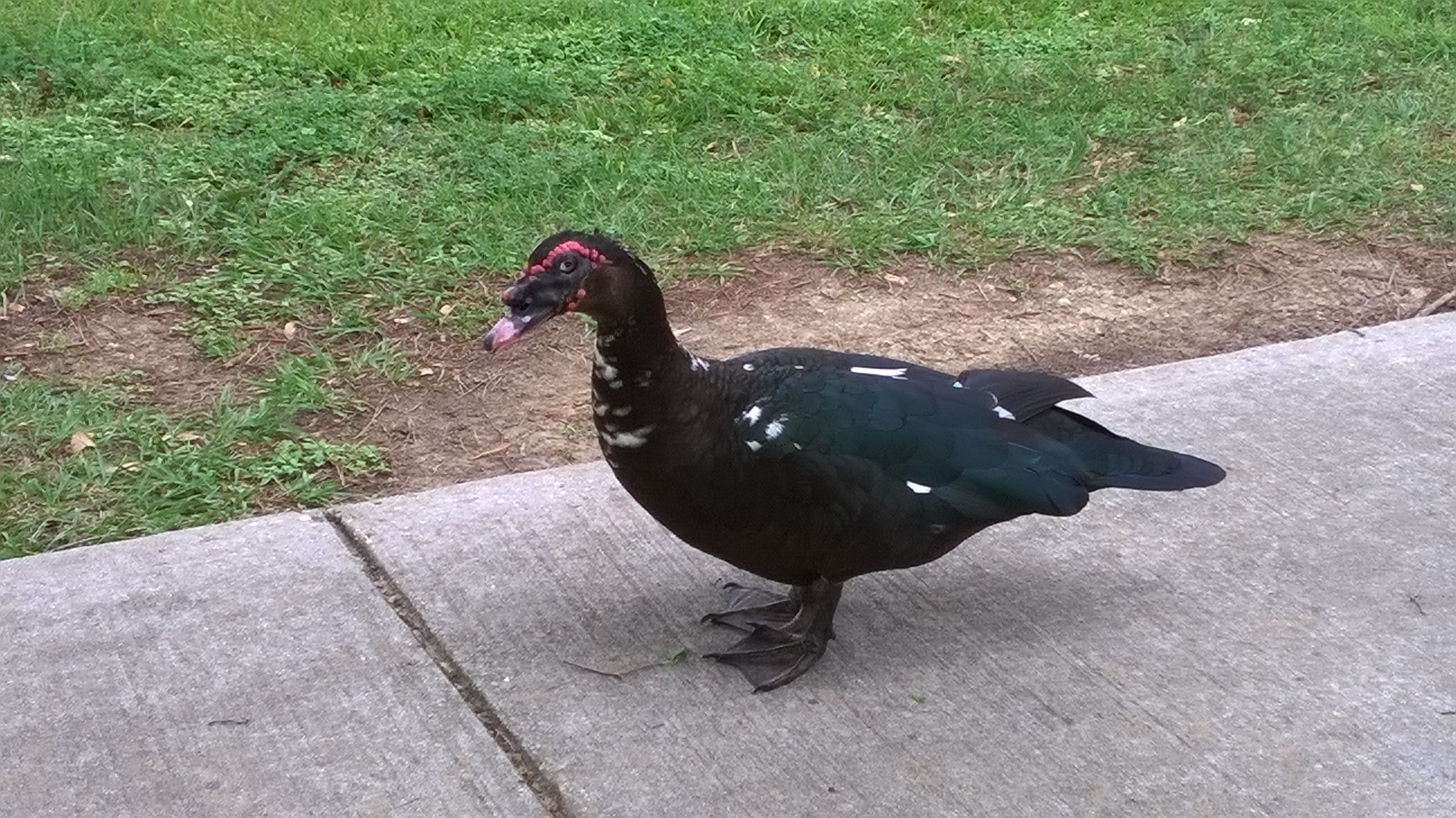
مرغابی مسکووی سیاه وحشی در بتن‌روژ لوئیزیانا
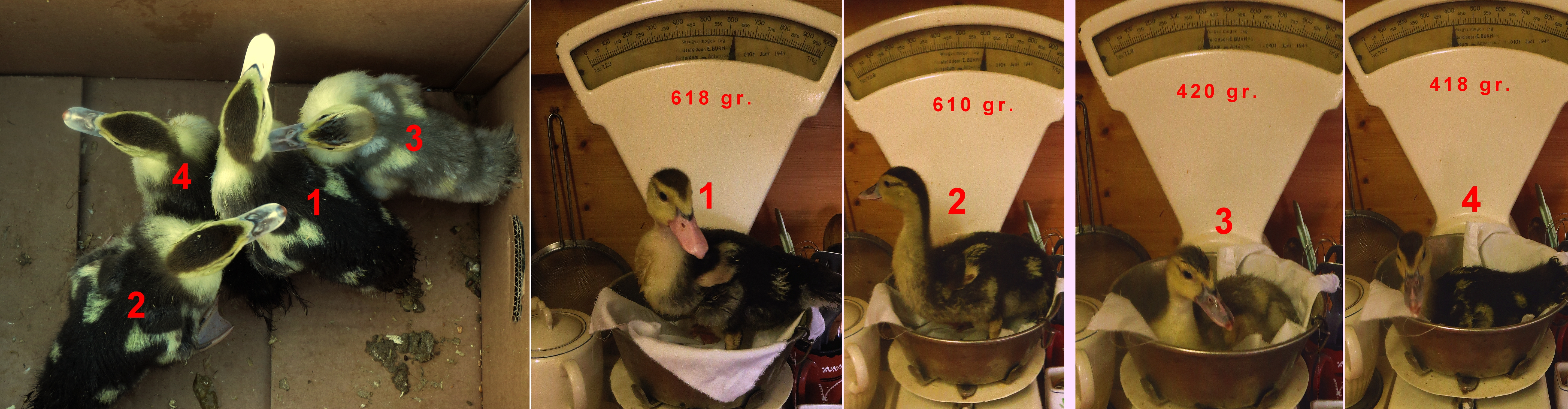
جوجه‌های اهلی پس از ۲۵ روز، شاید تفاوت چندانی از خود به جا نمی‌گذارند، وزن آنها مشخص می‌کند که نر (۱ و ۲) در حال حاضر سنگین‌تر از ماده‌ها (۳ و ۴) هستند.
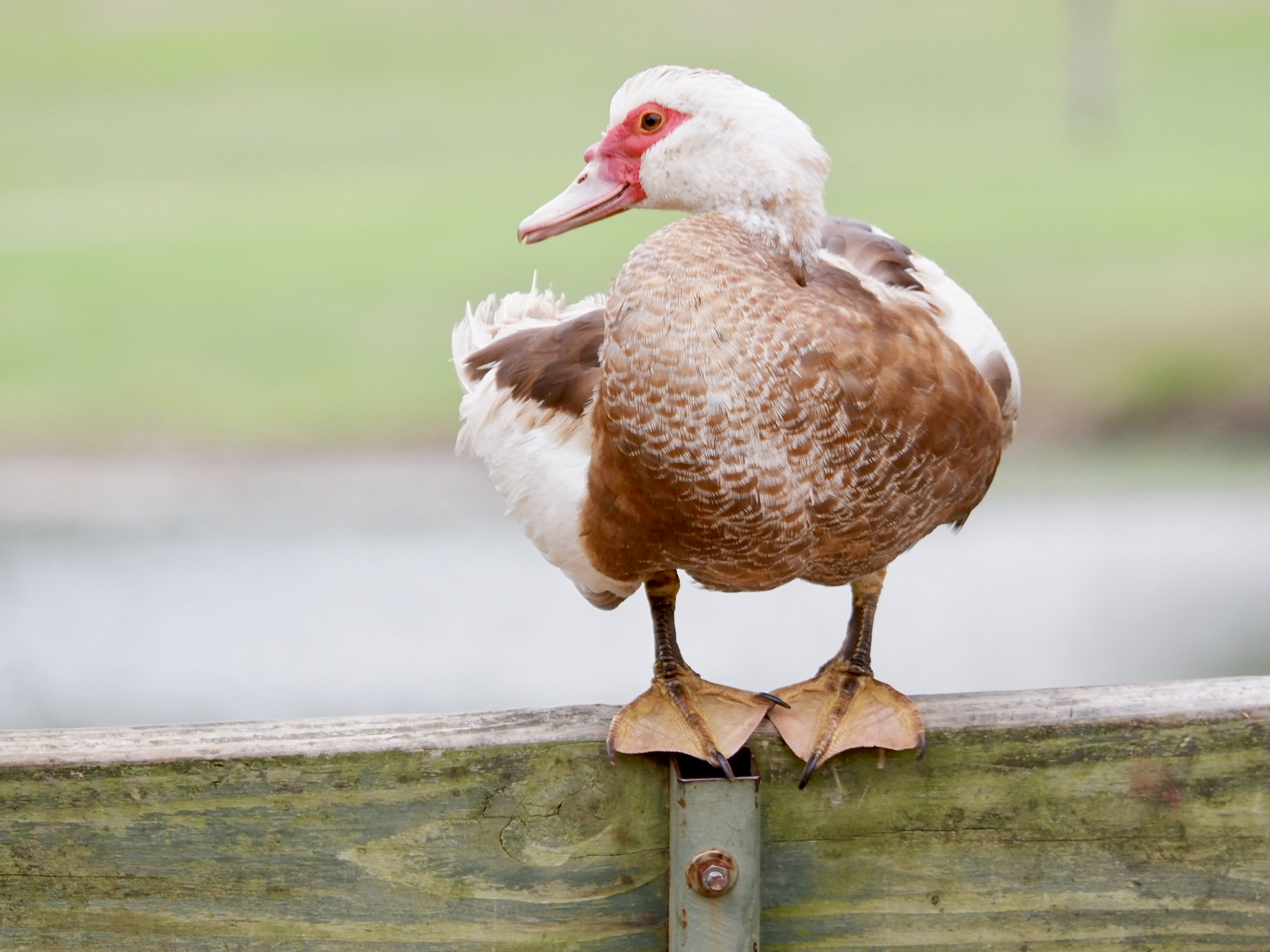
مرغابی مسکووی
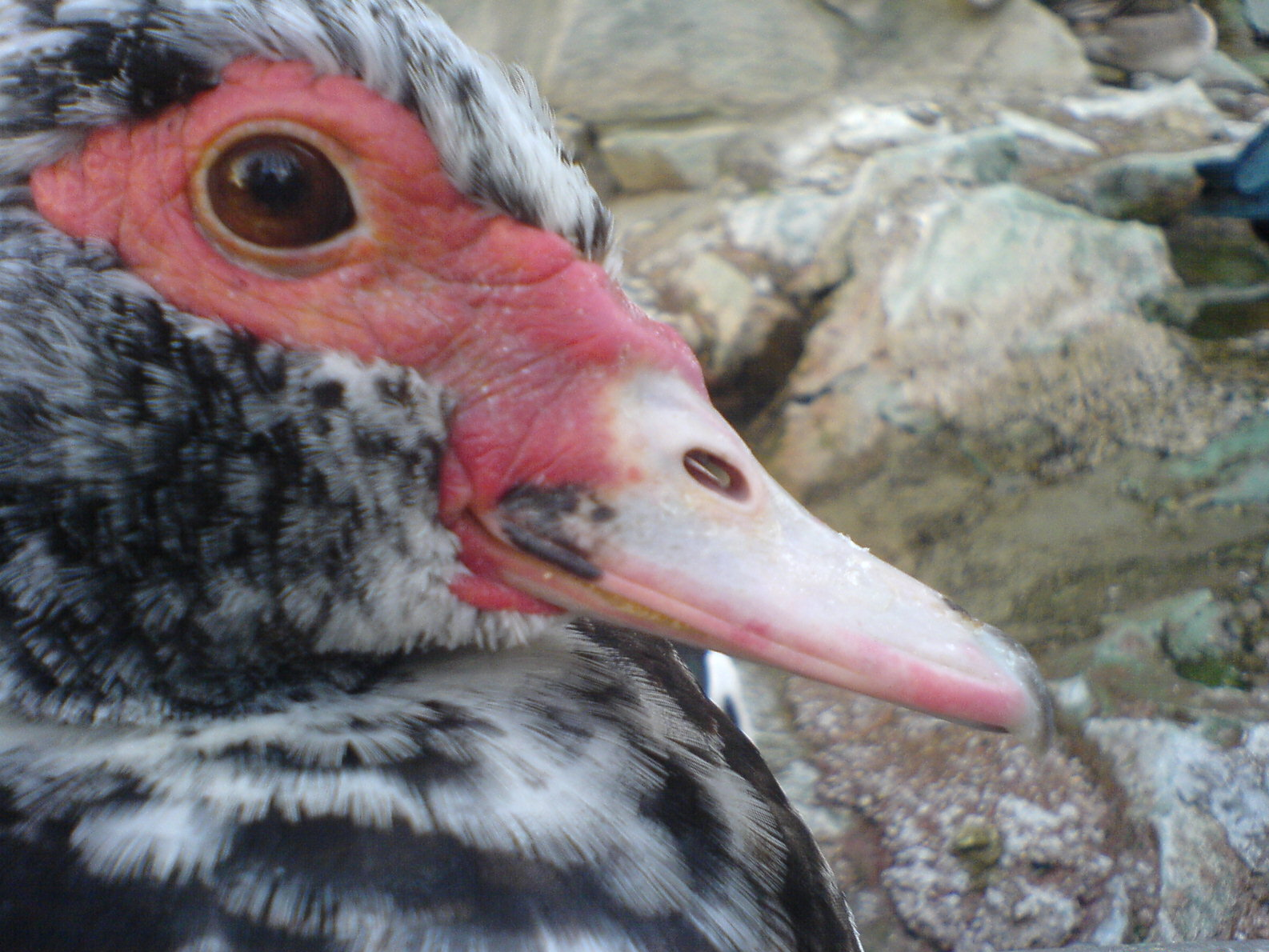
نمای نزدیک مرغابی مسکووی در پارک ملت تهران